# Jürgen Drews/Diskografie
Diese Diskografie ist eine Übersicht über die musikalischen Werke des deutschen Schlagersängers Jürgen Drews und seinen Pseudonymen wie J. D. Drews und Onkel Jürgen. Den Schallplattenauszeichnungen zufolge hat er bisher mehr als 550.000 Tonträger verkauft. Seine erfolgreichste Veröffentlichung ist die Single Ich bau dir ein Schloss mit über 300.000 verkauften Einheiten. Die Single zählt damit zu den meistverkauften Schlagern der 2000er-Jahre in Deutschland.

## Alben

### Studioalben
| Jahr | Titel Musiklabel                                      | Höchstplatzierung, Gesamtwochen/‑monate, AuszeichnungChartplatzierungen (Jahr, Titel, Musiklabel, Platzierungen, Wochen/Monate, Auszeichnungen, Anmerkungen) | Höchstplatzierung, Gesamtwochen/‑monate, AuszeichnungChartplatzierungen (Jahr, Titel, Musiklabel, Platzierungen, Wochen/Monate, Auszeichnungen, Anmerkungen) | Höchstplatzierung, Gesamtwochen/‑monate, AuszeichnungChartplatzierungen (Jahr, Titel, Musiklabel, Platzierungen, Wochen/Monate, Auszeichnungen, Anmerkungen) | Höchstplatzierung, Gesamtwochen/‑monate, AuszeichnungChartplatzierungen (Jahr, Titel, Musiklabel, Platzierungen, Wochen/Monate, Auszeichnungen, Anmerkungen) | Anmerkungen                              |
| Jahr | Titel Musiklabel                                      | DE | AT | CH | US | Anmerkungen                              |
| ---- | ----------------------------------------------------- | --- | --- | --- | --- | ---------------------------------------- |
| 1974 | Zeit für meine Songs WEA Records (WMG)                | — | — | — | — | Erstveröffentlichung: 1974               |
| 1976 | Ein neuer Anfang WEA Records (WMG)                    | DE43 (2 Mt.)DE | — | — | — | Erstveröffentlichung: 15. Juli 1976      |
| 1977 | Barfuß durch den Sommer WEA Records (WMG)             | — | — | — | — | Erstveröffentlichung: 18. April 1977     |
| 1978 | Heute WEA Records (WMG)                               | — | — | — | — | Erstveröffentlichung: 28. April 1978     |
| 1978 | Feuer + Wasser WEA Records (WMG)                      | — | — | — | — | Erstveröffentlichung: 27. Oktober 1978   |
| 1979 | Rockig WEA Records (WMG)                              | — | — | — | — | Erstveröffentlichung: November 1979      |
| 1980 | J. D. Drews Unicorn Records (MCA)                     | — | — | — | — | Erstveröffentlichung: 1980               |
| 1980 | Bloß nichts versäumen WEA Records (WMG)               | — | — | — | — | Erstveröffentlichung: März 1980          |
| 1980 | Morgens auf dem Weg nach Hause WEA Records (WMG)      | — | — | — | — | Erstveröffentlichung: 13. November 1980  |
| 1989 | Irgendwann … mit dir sofort Polydor (Polygram)        | — | AT30 (½ Mt.)AT | — | — | Erstveröffentlichung: Oktober 1989       |
| 1992 | J.D. Polydor (Polygram)                               | — | AT40 (1 Wo.)AT | — | — | Erstveröffentlichung: 7. Juli 1992       |
| 1994 | Liebe muss ein bisschen Sünde sein Polydor (Polygram) | DE89 (3 Wo.)DE | — | — | — | Erstveröffentlichung: 27. Juni 1994      |
| 1996 | Jürgen Drews feat. Onkel Jürgen Polydor (Polygram)    | — | — | — | — | Erstveröffentlichung: 26. Oktober 1996   |
| 1999 | Wieder alles im Griff Polydor (UMG)                   | DE58 (3 Wo.)DE | — | — | — | Erstveröffentlichung: 18. September 1999 |
| 2007 | Glanz & Gloria Koch Records (UMG)                     | — | — | — | — | Erstveröffentlichung: 7. September 2007  |
| 2010 | Schlossallee Polydor (UMG)                            | DE20 (5 Wo.)DE | AT32 (5 Wo.)AT | — | — | Erstveröffentlichung: 5. Februar 2010    |
| 2011 | Schlagerpirat Polydor (UMG)                           | DE41 (5 Wo.)DE | AT58 (2 Wo.)AT | — | — | Erstveröffentlichung: 7. Oktober 2011    |
| 2013 | Kornblumen Polydor (UMG)                              | DE18 (3 Wo.)DE | AT72 (1 Wo.)AT | — | — | Erstveröffentlichung: 27. September 2013 |
| 2015 | Es war alles am besten Electrola (UMG)                | DE41 (2 Wo.)DE | — | — | — | Erstveröffentlichung: 27. März 2015      |

grau schraffiert: keine Chartdaten aus diesem Jahr verfügbar

### Kompilationen
| Jahr | Titel Musiklabel                                 | Höchstplatzierung, Gesamtwochen, AuszeichnungChartplatzierungen (Jahr, Titel, Musiklabel, Platzierungen, Wochen, Auszeichnungen, Anmerkungen) | Höchstplatzierung, Gesamtwochen, AuszeichnungChartplatzierungen (Jahr, Titel, Musiklabel, Platzierungen, Wochen, Auszeichnungen, Anmerkungen) | Höchstplatzierung, Gesamtwochen, AuszeichnungChartplatzierungen (Jahr, Titel, Musiklabel, Platzierungen, Wochen, Auszeichnungen, Anmerkungen) | Höchstplatzierung, Gesamtwochen, AuszeichnungChartplatzierungen (Jahr, Titel, Musiklabel, Platzierungen, Wochen, Auszeichnungen, Anmerkungen) | Anmerkungen                            |
| Jahr | Titel Musiklabel                                 | DE | AT | CH | US | Anmerkungen                            |
| ---- | ------------------------------------------------ | --- | --- | --- | --- | -------------------------------------- |
| 1977 | Mein musikalischer Lebenslauf WEA Records (WMG)  | — | — | — | — | Erstveröffentlichung: 1977             |
| 1980 | Jürgen Drews WEA Records (WMG)                   | — | — | — | — | Erstveröffentlichung: 1980             |
| 1980 | Meine großen Erfolge WEA Records (WMG)           | — | — | — | — | Erstveröffentlichung: 1980             |
| 1993 | Ich spür’ deinen Herzschlag Polydor (Polygram)   | — | — | — | — | Erstveröffentlichung: 1993             |
| 2001 | Ein Bett im Kornfeld Polydor (UMG)               | — | — | — | — | Erstveröffentlichung: 18. Juni 2001    |
| 2003 | Wahre Liebe Koch Records (UMG)                   | — | — | — | — | Erstveröffentlichung: 17. März 2003    |
| 2017 | Drews feat. Drews Electrola (UMG)                | DE16 (4 Wo.)DE | AT70 (1 Wo.)AT | CH70 (1 Wo.)CH | — | Erstveröffentlichung: 20. Oktober 2017 |
| 2020 | Das Beste: 75 Jahre Jürgen Drews Telamo (WMG)    | DE29 (1 Wo.)DE | AT73 (1 Wo.)AT | CH38 (1 Wo.)CH | — | Erstveröffentlichung: 10. April 2020   |
| 2020 | Das ultimative Jubiläums-Best-Of Electrola (UMG) | DE8 (11 Wo.)DE | AT15 (3 Wo.)AT | CH22 (3 Wo.)CH | — | Erstveröffentlichung: 23. Oktober 2020 |
| 2023 | Geil war’s… Danke Jürgen! Electrola (UMG)        | DE5 (15 Wo.)DE | AT8 (4 Wo.)AT | CH28 (4 Wo.)CH | — | Erstveröffentlichung: 13. Januar 2023  |

grau schraffiert: keine Chartdaten aus diesem Jahr verfügbar

### Musicalalben
| Jahr | Titel Musiklabel              | Anmerkungen                                                                                        |
| ---- | ----------------------------- | -------------------------------------------------------------------------------------------------- |
| 1977 | Tell! Telefunken (Telefunken) | Erstveröffentlichung: 1977 mit Jackie Carter, Romy Haag, Alexis Korner, Su Kramer & Udo Lindenberg |

## Singles

### Als Leadmusiker
| Jahr | Titel Album                                                                             | Höchstplatzierung, Gesamtwochen/‑monate, AuszeichnungChartplatzierungen (Jahr, Titel, Album, Platzierungen, Wochen/Monate, Auszeichnungen, Anmerkungen) | Höchstplatzierung, Gesamtwochen/‑monate, AuszeichnungChartplatzierungen (Jahr, Titel, Album, Platzierungen, Wochen/Monate, Auszeichnungen, Anmerkungen) | Höchstplatzierung, Gesamtwochen/‑monate, AuszeichnungChartplatzierungen (Jahr, Titel, Album, Platzierungen, Wochen/Monate, Auszeichnungen, Anmerkungen) | Höchstplatzierung, Gesamtwochen/‑monate, AuszeichnungChartplatzierungen (Jahr, Titel, Album, Platzierungen, Wochen/Monate, Auszeichnungen, Anmerkungen) | Anmerkungen |
| Jahr | Titel Album                                                                             | DE | AT | CH | US | Anmerkungen |
| ---- | --------------------------------------------------------------------------------------- | --- | --- | --- | --- | --- |
| 1970 | Osaka –                                                                                 | — | — | — | — | Erstveröffentlichung: Oktober 1970 Original: The Shoes                                                                                |
| 1971 | Schreib mir keine Briefe Mein musikalischer Lebenslauf                                  | — | — | — | — | Erstveröffentlichung: Juni 1970 Original: Trapeze – Send Me No More Letters                                                           |
| 1972 | Dieser Tag hat so vieles verändert Mein musikalischer Lebenslauf                        | DE37 (1 Wo.)DE | — | — | — | Erstveröffentlichung: 26. Juni 1972                                                                                                   |
| 1972 | Du bringst die Liebe in mein Leben Wieder alles im Griff                                | — | — | — | — | Erstveröffentlichung: September 1972                                                                                                  |
| 1973 | Zeit ist eine lange Straße Zeit für meine Songs                                         | DE32 (4 Wo.)DE | — | — | — | Erstveröffentlichung: April 1973 |
| 1973 | Eine Reise ins Nirwana / Geh’ nach Haus Jürgen Drews / Das Beste: 75 Jahre Jürgen Drews | — | — | — | — | Erstveröffentlichung: August 1973 |
| 1974 | You Get Help From No One –                                                              | — | — | — | — | Erstveröffentlichung: Juni 1974 |
| 1974 | Weil ich dich liebe Das Beste: 75 Jahre Jürgen Drews                                    | DE43 (2 Wo.)DE | — | — | — | Erstveröffentlichung: 26. August 1974                                                                                                 |
| 1974 | Addio Goodbye –                                                                         | — | — | — | — | Erstveröffentlichung: November 1974                                                                                                   |
| 1976 | Tu was du willst (doch tu’s mit mir) Ein neuer Anfang                                   | — | — | — | — | Erstveröffentlichung: Februar 1976 Original: The Hush Brothers – Do What You Wanna Do                                                 |
| 1976 | Ein Bett im Kornfeld Ein neuer Anfang                                                   | DE1 Gold · (24 Wo.)DE | AT2 (6 Mt.)AT | CH3 (12 Wo.)CH | — | Erstveröffentlichung: April 1976 Verkäufe: + 250.000 Original: Gene Cotton – Let Your Love Flow                                       |
| 1976 | Es ist kalt in meinem Zimmer Barfuß durch den Sommer                                    | DE39 (6 Wo.)DE | — | — | — | Erstveröffentlichung: Oktober 1976 |
| 1977 | Barfuß durch den Sommer                                                                 | DE6 (20 Wo.)DE | AT22 (1 Mt.)AT | — | — | Erstveröffentlichung: April 1977 Original: Eddie Rabbitt – Rocky Mountain Music                                                       |
| 1977 | Unnahbarer Engel Heute                                                                  | — | — | — | — | Erstveröffentlichung: November 1977 Original: Alan O’Day – Undercover Angel                                                           |
| 1978 | Wir zieh’n heut’ Abend aufs Dach Heute                                                  | DE21 (16 Wo.)DE | — | — | — | Erstveröffentlichung: April 1978 Original: Sunrise – Call on Me                                                                       |
| 1978 | Du schaffst mich Feuer + Wasser                                                         | DE16 (16 Wo.)DE | — | — | — | Erstveröffentlichung: November 1978 Original: Exile – You Thrill Me                                                                   |
| 1979 | Schulschluss Rockig                                                                     | — | — | — | — | Erstveröffentlichung: Juni 1979 |
| 1979 | Du wirst auch ohne mich leben / Ich steh auf Rock‘n’Roll Rockig                         | DE74 (1 Wo.)DE | — | — | — | Erstveröffentlichung: September 1979 Original: Eddie Rabbitt – Every Which Way But Loose / Original: Bob Seger – Old Time Rock & Roll |
| 1980 | Dein Gesicht Bloß nichts versäumen                                                      | — | — | — | — | Erstveröffentlichung: April 1980 |
| 1980 | Ich hab’ die Schuhe verbrannt Bloß nichts versäumen                                     | — | — | — | — | Erstveröffentlichung: August 1980 |
| 1980 | Don’t Want Nobody J. D. Drews                                                           | — | — | — | US79 (6 Wo.)US | Erstveröffentlichung: 13. Dezember 1980                                                                                               |
| 1981 | Wir werden uns wiedersehen Morgens auf dem Weg nach Hause                               | — | — | — | — | Erstveröffentlichung: Januar 1981 |
| 1981 | Rock & Roller Morgens auf dem Weg nach Hause                                            | — | — | — | — | Erstveröffentlichung: Mai 1981 |
| 1983 | Liebe im All –                                                                          | — | — | — | — | Erstveröffentlichung: 1983 Original: Rough Trade – All Touch                                                                          |
| 1984 | Und bei Nacht stehn wir in Flammen (acht Stunden unter Strom) –                         | — | — | — | — | Erstveröffentlichung: Oktober 1984 Original: The Adventures – Send My Heart                                                           |
| 1984 | Ich spür deinen Herzschlag Irgendwann … mit dir sofort                                  | — | — | — | — | Erstveröffentlichung: 1984 Original: Chris Rea – I Can Hear Your Heartbeat                                                            |
| 1985 | Bei Nacht in Bangkok –                                                                  | — | — | — | — | Erstveröffentlichung: 5. Februar 1985 Original: Murray Head – One Night in Bangkok                                                    |
| 1987 | Ti amo (für unsere Liebe …) Irgendwann … mit dir sofort                                 | — | — | — | — | Erstveröffentlichung: April 1987 Original: Chris Norman – No Arms Can Ever Hold You                                                   |
| 1987 | Die Bengalische Nacht –                                                                 | — | — | — | — | Erstveröffentlichung: Mai 1987 Original: Tommy James – You’re So Easy to Love                                                         |
| 1989 | Ich will’s jetzt wissen, ich muss Dich küssen! Irgendwann … mit dir sofort              | — | — | — | — | Erstveröffentlichung: 20. Januar 1989 Original: Gipsy Kings – Bamboléo                                                                |
| 1989 | Irgendwann, irgendwo, irgendwie (seh’n wir uns wieder) Irgendwann … mit dir sofort      | DE35 (24 Wo.)DE | — | — | — | Erstveröffentlichung: Mai 1989 |
| 1989 | Mit dir sofort und ohne Ende Irgendwann … mit dir sofort                                | DE37 (16 Wo.)DE | — | — | — | Erstveröffentlichung: 30. Oktober 1989                                                                                                |
| 1990 | Alpenglühn Irgendwann … mit dir sofort                                                  | — | — | — | — | Erstveröffentlichung: 31. März 1990                                                                                                   |
| 1990 | So wie im Film Irgendwann … mit dir sofort                                              | DE55 (6 Wo.)DE | — | — | — | Erstveröffentlichung: August 1990 |
| 1991 | Niemals nein niemals J.D.                                                               | — | — | — | — | Erstveröffentlichung: Mai 1991 |
| 1992 | Fass’ mich bloß nicht an J.D.                                                           | DE65 (8 Wo.)DE | — | — | — | Erstveröffentlichung: März 1992 |
| 1992 | Wo bist du? J.D.                                                                        | — | — | — | — | Erstveröffentlichung: 9. September 1992                                                                                               |
| 1993 | Ich schenke dir Flügel J.D.                                                             | — | — | — | — | Erstveröffentlichung: 26. Februar 1993                                                                                                |
| 1993 | Das kann doch nicht wahr sein Liebe muss ein bisschen Sünde sein                        | — | — | — | — | Erstveröffentlichung: 8. Oktober 1993                                                                                                 |
| 1994 | Warum immer ich Liebe muss ein bisschen Sünde sein                                      | DE90 (2 Wo.)DE | — | — | — | Erstveröffentlichung: Mai 1994 |
| 1994 | Lass’ ein Wunder gescheh’n Liebe muss ein bisschen Sünde sein                           | — | — | — | — | Erstveröffentlichung: 31. August 1994                                                                                                 |
| 1995 | Wahre Liebe Jürgen Drews feat. Onkel Jürgen                                             | — | — | — | — | Erstveröffentlichung: 12. Juni 1995                                                                                                   |
| 1995 | Durch & durch Jürgen Drews feat. Onkel Jürgen                                           | — | — | — | — | Erstveröffentlichung: Oktober 1995 feat. Silke                                                                                        |
| 1996 | Alles im Eimer Jürgen Drews feat. Onkel Jürgen                                          | — | — | — | — | Erstveröffentlichung: 30. September 1996                                                                                              |
| 1997 | Das ist nicht fair Jürgen Drews feat. Onkel Jürgen                                      | — | — | — | — | Erstveröffentlichung: 28. April 1997                                                                                                  |
| 1998 | Oh’ wie ist das schön Wieder alles im Griff                                             | — | — | — | — | Erstveröffentlichung: 1998 |
| 1999 | Wieder alles im Griff                                                                   | DE65 (9 Wo.)DE | — | — | — | Erstveröffentlichung: 9. August 1999                                                                                                  |
| 2000 | König von Mallorca auch bekannt als: Der König an der Schneebar Wieder alles im Griff   | — | — | — | — | Erstveröffentlichung: 3. Juli 2000 |
| 2000 | Schumania –                                                                             | — | — | — | — | Erstveröffentlichung: 23. Oktober 2000                                                                                                |
| 2001 | Hey! Amigo Charly Brown Glanz & Gloria                                                  | DE67 (6 Wo.)DE | — | — | — | Erstveröffentlichung: 1. Oktober 2001 Original: Benito di Paula – Charlie Brown                                                       |
| 2002 | Ich brauch’ 6×6 am Tag –                                                                | DE95 (1 Wo.)DE | — | — | — | Erstveröffentlichung: 19. August 2002                                                                                                 |
| 2005 | Der arme Idiot* / Flying Through The Air –                                              | DE75 (3 Wo.)DE | — | — | — | Erstveröffentlichung: 14. März 2005 *feat. Radio Energy                                                                               |
| 2008 | Ne was is das schön –                                                                   | — | — | — | — | Erstveröffentlichung: 19. September 2008                                                                                              |
| 2009 | Paprika (parapapapapa) –                                                                | — | — | — | — | Erstveröffentlichung: 21. August 2009 Original: Cidinho & Doca – Rap das armas                                                        |
| 2009 | Ich bau dir ein Schloss Schlossallee                                                    | DE10 Platin · (39 Wo.)DE | AT33 (47 Wo.)AT | — | — | Erstveröffentlichung: 23. Oktober 2009 Verkäufe: + 300.000                                                                            |
| 2010 | Über uns ist nur der Himmel Schlossallee                                                | DE62 (5 Wo.)DE | — | — | — | Erstveröffentlichung: 20. Juli 2010                                                                                                   |
| 2011 | Hey, wir woll’n die Eisbärn seh’n Schlagerpirat                                         | DE35 (4 Wo.)DE | — | — | — | Erstveröffentlichung: 8. Februar 2011 mit Puhdys                                                                                      |
| 2011 | Rette mich wer kann (S.O.S.) Schlossallee                                               | — | — | — | — | Erstveröffentlichung: 1. April 2011                                                                                                   |
| 2011 | Wenn die Wunderkerzen brennen Schlagerpirat                                             | DE21 (12 Wo.)DE | — | — | — | Erstveröffentlichung: 9. September 2011                                                                                               |
| 2012 | Für einen Tag Schlagerpirat                                                             | DE62 (1 Wo.)DE | — | — | — | Erstveröffentlichung: 15. Juni 2012                                                                                                   |
| 2013 | Kornblumen auch bekannt als: Weltmeister Kornblumen                                     | DE15 (4 Wo.)DE | — | — | — | Erstveröffentlichung: 16. August 2013                                                                                                 |
| 2014 | Und wir waren wie Vampire Kornblumen                                                    | DE48 (1 Wo.)DE | — | — | — | Erstveröffentlichung: 21. Februar 2014                                                                                                |
| 2015 | Wie im Himmel so auf Erden Es war alles am besten                                       | — | — | — | — | Erstveröffentlichung: 27. März 2015                                                                                                   |
| 2015 | Heut schlafen wir in meinem Cabrio Es war alles am besten                               | — | — | — | — | Erstveröffentlichung: 30. Juli 2015                                                                                                   |
| 2016 | Das ist der Moment Es war alles am besten                                               | DE73 (1 Wo.)DE | — | — | — | Erstveröffentlichung: 29. April 2016                                                                                                  |
| 2017 | … und ich schenke dir einen Regenbogen Drews feat. Drews                                | — | — | — | — | Erstveröffentlichung: 21. Juli 2017 Original: Die Amigos – Regenbogen                                                                 |
| 2018 | FC Deutschland –                                                                        | — | — | — | — | Erstveröffentlichung: 12. Juni 2018                                                                                                   |
| 2019 | Was einmal war das kommt nie wieder Das ultimative Jubiläums-Best-Of                    | — | — | — | — | Erstveröffentlichung: 21. Dezember 2019                                                                                               |
| 2020 | Unfassbar Das ultimative Jubiläums-Best-Of                                              | — | — | — | — | Erstveröffentlichung: 27. März 2020                                                                                                   |
| 2020 | We’ve Got Tonight Das ultimative Jubiläums-Best-Of                                      | — | — | — | — | Erstveröffentlichung: 24. Juli 2020 feat. Joelina Drews; Original: Bob Seger                                                          |
| 2020 | Mexico Das ultimative Jubiläums-Best-Of                                                 | — | — | — | — | Erstveröffentlichung: 9. Oktober 2020 feat. Otto Waalkes Original: The Les Humphries Singers                                          |

grau schraffiert: keine Chartdaten aus diesem Jahr verfügbar

### Als Gastmusiker
| Jahr | Titel Album | Höchstplatzierung, Gesamtwochen, AuszeichnungChartplatzierungen (Jahr, Titel, Album, Platzierungen, Wochen, Auszeichnungen, Anmerkungen) | Höchstplatzierung, Gesamtwochen, AuszeichnungChartplatzierungen (Jahr, Titel, Album, Platzierungen, Wochen, Auszeichnungen, Anmerkungen) | Höchstplatzierung, Gesamtwochen, AuszeichnungChartplatzierungen (Jahr, Titel, Album, Platzierungen, Wochen, Auszeichnungen, Anmerkungen) | Höchstplatzierung, Gesamtwochen, AuszeichnungChartplatzierungen (Jahr, Titel, Album, Platzierungen, Wochen, Auszeichnungen, Anmerkungen) | Anmerkungen |
| Jahr | Titel Album | DE | AT | CH | US | Anmerkungen |
| ---- | --- | --- | --- | --- | --- | --- |
| 1993 | Wer die Augen schließt (wird nie die Wahrheit seh’n) Lieder für die eine Welt (Sampler)                            | — | — | — | — | Erstveröffentlichung: 10. Mai 1993 als Teil von Mut zur Menschlichkeit                                                              |
| 1994 | Steig wieder auf Neue Hits aus der Hitparade im ZDF – Herbst/Winter ’94 (Sampler)                                  | — | — | — | — | Erstveröffentlichung: 1994 als Teil von Alle für Alle                                                                               |
| 1995 | Lass uns noch einmal Kinder sein Uwe Hübner präsentiert: Neue Hits aus der Hitparade im ZDF – Sommer ’95 (Sampler) | — | — | — | — | Erstveröffentlichung: 1995 als Teil von Stars für Wolke 7                                                                           |
| 1995 | Ein Bett im Kornfeld Stefan Raab & die Bekloppten • Jürgen Drews feat. Onkel Jürgen                                | DE27 (13 Wo.)DE | — | — | — | Erstveröffentlichung: 5. Juni 1995 Stefan Raab feat. Jürgen Drews & Bürger Lars Dietrich Original: Gene Cotton – Let Your Love Flow |
| 1997 | We Are Friends Forever, Reich mir deine Hand –                                                                     | — | — | — | — | Erstveröffentlichung: 1997 als Teil von Stars für Unicef                                                                            |
| 2001 | Wir zieh’n heut’ Abend aufs Dach –                                                                                 | — | — | — | — | Erstveröffentlichung: 22. Mai 2001 Two 4 Good feat. Jürgen Drews Original: Sunrise – Call on Me                                     |
| 2010 | So schön Feiern bis zum Reiern                                                                                     | — | — | — | — | Erstveröffentlichung: 15. Januar 2010 Michelmann und der Party Bass Mob feat. Jürgen Drews                                          |
| 2010 | Sonnenstudio Marion Atzen Musik Vol. 2                                                                             | — | — | — | — | Erstveröffentlichung: 11. Juni 2010 Die Atzen feat. Jürgen Drews                                                                    |
| 2012 | Hey! We’re Gonna Rock This Place Winners                                                                           | — | — | — | — | Erstveröffentlichung: 1. Juni 2016 Hermes House Band feat. Jürgen Drews Original: Puhdys – Hey, wir woll’n die Eisbärn sehn!        |
| 2014 | Wir sind der Megapark Mega Park – Wir machen Party! (XXL-Edition) (Sampler)                                        | — | — | — | — | Erstveröffentlichung: 25. Juli 2014 als Teil der Megapark Allstars                                                                  |
| 2015 | Wer die Augen schließt (wird nie die Wahrheit seh’n) 2015 –                                                        | — | — | — | — | Erstveröffentlichung: 3. Dezember 2015 als Teil von Mut zur Menschlichkeit                                                          |
| 2018 | Auf einmal (Weihnachtsschlager) –                                                                                  | — | — | — | — | Erstveröffentlichung: 4. Dezember 2018 als Teil von Schlagerstars für Kinder                                                        |
| 2019 | So wie im Film –                                                                                                   | — | — | — | — | Erstveröffentlichung: 18. Januar 2019 De Lancaster meets Bella Vista feat. Onkel J.                                                 |

## Musikvideos
| Jahr | Titel                                                     | Regie           |
| ---- | --------------------------------------------------------- | --------------- |
| 1995 | Ein Bett im Kornfeld (Remix)                              |                 |
| 2009 | Ich bau dir ein Schloss                                   | Fred Weidler    |
| 2010 | Sonnenstudio Marion                                       | Friedrich Kautz |
| 2010 | Über uns ist nur der Himmel                               |                 |
| 2011 | Hey, wir woll’n die Eisbärn seh’n                         |                 |
| 2011 | Wenn die Wunderkerzen brennen                             |                 |
| 2012 | Hey! We’re Gonna Rock This Place                          | Johannes Becker |
| 2012 | Für einen Tag                                             | Fred Weidler    |
| 2012 | Gib mir einen kleinen Kuss (mehr will ich nicht)          |                 |
| 2013 | Kornblumen                                                |                 |
| 2014 | Und wir waren wie Vampire                                 |                 |
| 2015 | Wie im Himmel so auf Erden                                |                 |
| 2015 | Wer die Augen schließt (wird nie die Wahrheit seh’n) 2015 | Thomas Jünger   |
| 2016 | Das ist der Moment                                        |                 |
| 2018 | Heut schlafen wir in meinem Cabrio                        |                 |
| 2018 | Bis zum Mond und zurück                                   |                 |
| 2018 | Auf einmal (Weihnachtsschlager)                           |                 |
| 2019 | So wie im Film (2019)                                     |                 |
| 2020 | Ein Bett im Kornfeld (2020)                               | Oliver Sommer   |

## Boxsets
| Jahr | Titel Musiklabel                              | Anmerkungen                         |
| ---- | --------------------------------------------- | ----------------------------------- |
| 2010 | Liebe, Leben, Leidenschaft Koch Records (UMG) | Erstveröffentlichung: 11. Juni 2010 |

## Promoveröffentlichungen
| Jahr | Titel Album                                             | Anmerkungen                                                 |
| ---- | ------------------------------------------------------- | ----------------------------------------------------------- |
| 1981 | Miss You J.D. Drews                                     | Erstveröffentlichung: 1981                                  |
| 1987 | Das Sommer Medley ’87 –                                 | Erstveröffentlichung: Juni 1987                             |
| 1998 | Vergiss, dass ich dich liebe Wieder alles im Griff      | Erstveröffentlichung: 1998                                  |
| 2005 | Hammerscharf Glanz & Gloria                             | Erstveröffentlichung: 2005                                  |
| 2006 | Aloha heja he Das rote Pferd – Das Party-Album Reloaded | Erstveröffentlichung: 2006 Markus Becker feat. Jürgen Drews |
| 2007 | Verhüterli – Ohne tun wir’s nie Glanz & Gloria          | Erstveröffentlichung: 2007                                  |
| 2007 | Gloria Glanz & Gloria                                   | Erstveröffentlichung: April 2007 Original: Nik P. & Reflex  |
| 2009 | Großer Bruder –                                         | Erstveröffentlichung: 2. Januar 2009 mit Jürgen Milski      |
| 2013 | Olé, ich freu mich drauf Kornblumen                     | Erstveröffentlichung: 2013                                  |
| 2014 | Du kriegst bestimmt den Liebesnobelpreis Kornblumen     | Erstveröffentlichung: April 2014                            |
| 2018 | Bis zum Mond und zurück Ich bin du                      | Erstveröffentlichung: 2018 Tom Lehel feat. Jürgen Drews     |

## Sonderveröffentlichungen

### Alben
| Jahr | Titel Musiklabel                                                          | Anmerkungen                                                             |
| ---- | ------------------------------------------------------------------------- | ----------------------------------------------------------------------- |
| 1975 | Golden Star-Portrait WEA Records (WMG)                                    | Erstveröffentlichung: 1975 Teil der „Golden-Star-Portrait“-Reihe        |
| 1993 | Ein Bett Im Kornfeld Convoy Records (Karussell)                           | Erstveröffentlichung: 1993 Labelveröffentlichung                        |
| 1996 | Meine schönsten Erfolge Spectrum Records (UMG)                            | Erstveröffentlichung: 1996 Labelveröffentlichung                        |
| 1996 | Zeit ist eine lange Straße Compass Records (Kiosk)                        | Erstveröffentlichung: 20. Juni 1996 Labelveröffentlichung               |
| 1997 | Szene Star Spectrum Records (Karussell)                                   | Erstveröffentlichung: 1997 Labelveröffentlichung                        |
| 1998 | Seine großen Erfolge WEA Records (WMG)                                    | Erstveröffentlichung: 14. September 1998 Labelveröffentlichung          |
| 1999 | Portrait Polydor (UMG)                                                    | Erstveröffentlichung: 1999 Teil der „Portrait“-Reihe                    |
| 2000 | Mit dir sofort und ohne Ende – Präsentiert von Ilja Richter Polydor (UMG) | Erstveröffentlichung: 2000 Labelveröffentlichung                        |
| 2006 | The Platinum Collection Warner Music (WMG)                                | Erstveröffentlichung: 27. Oktober 2006 Teil der „Warner-Platinum“-Reihe |
| 2007 | König von Mallorca Koch Records (UMG)                                     | Erstveröffentlichung: 2007 Teil der „Silber-Edition“-Reihe              |
| 2008 | Star Edition Koch Records (UMG)                                           | Erstveröffentlichung: 22. Februar 2008 Teil der „Star-Edition“-Reihe    |

| Jahr | Titel Musiklabel                                | Anmerkungen                                                                         |
| ---- | ----------------------------------------------- | ----------------------------------------------------------------------------------- |
| 1976 | Rhino Hi-Five: Jürgen Drews Rhino Records (WMG) | Erstveröffentlichung: 13. September 1976 Mini-Kompilation; Teil der „Hi-Five“-Reihe |

| Jahr | Titel Musiklabel                         | Anmerkungen                                                                |
| ---- | ---------------------------------------- | -------------------------------------------------------------------------- |
| 2008 | Musik Box – Teil 1 Barfly/Lighthouse     | Erstveröffentlichung: 17. Oktober 2008 Labelveröffentlichung               |
| 2014 | Original Album Series Warner Music (WMG) | Erstveröffentlichung: 20. Juni 2014 Teil der „Original-Album-Series“-Reihe |

### Lieder
| Jahr | Titel Album                                                               | Anmerkungen |
| ---- | ------------------------------------------------------------------------- | --- |
| 1995 | Ein Bett im Kornfeld Stefan Raab & die Bekloppten                         | Erstveröffentlichung: 1995 Stefan Raab feat. Jürgen Drews & Bürger Lars Dietrich; Original: Gene Cotton – Let Your Love Flow      |
| 2000 | Jambo InternationAL                                                       | Erstveröffentlichung: 2000 Al Walser feat. Jürgen Drews & Jermaine Jackson                                                        |
| 2000 | Licht aus Ganz persönlich                                                 | Erstveröffentlichung: 11. Dezember 2000 Ibo feat. Jürgen Drews                                                                    |
| 2002 | Ich schleck’ dich weg Freunde                                             | Erstveröffentlichung: 2002 Olaf Henning feat. Jürgen Drews                                                                        |
| 2009 | So schön Feiern bis zum Reiern                                            | Erstveröffentlichung: 26. Juni 2009 Michelmann und der Party Bass Mob feat. Jürgen Drews                                          |
| 2010 | Sonnenstudio Marion Atzen Musik Vol. 2                                    | Erstveröffentlichung: 26. Februar 2010 Die Atzen feat. Jürgen Drews                                                               |
| 2010 | Gute Freunde kann niemand trennen Lollywood (Bonus Track Fan-Edition)     | Erstveröffentlichung: 24. September 2010 Die Lollies feat. Various Artists; Original: Franz Beckenbauer                           |
| 2011 | Aloha heja he Das rote Pferd – Das Party-Album Reloaded                   | Erstveröffentlichung: 25. Februar 2011 Markus Becker feat. Jürgen Drews                                                           |
| 2011 | Party auf dem Mond (Xtreme Party Mix) Party auf dem Mond (Deluxe Edition) | Erstveröffentlichung: 17. Juni 2011 Die Cappuccinos feat. Jürgen Drews                                                            |
| 2014 | Wir sind jedes Jahr auf Malle Ein Wort sagt mehr als 1.000 Bilder         | Erstveröffentlichung: 30. Mai 2014 Mickie Krause feat. Jürgen Drews; Original: Slade – My Oh My                                   |
| 2016 | Hey! We’re Gonna Rock This Place Winners                                  | Erstveröffentlichung: 10. Juni 2016 Hermes House Band feat. Jürgen Drews; Original: Puhdys – Hey, wir woll’n die Eisbärn sehn!    |
| 2016 | Ich hab den Jürgen Drews geseh’n Duette                                   | Erstveröffentlichung: 21. Oktober 2016 Mickie Krause feat. Jürgen Drews; Original: Pierre Ferdinand – Ich hab Alain Delon geseh’n |
| 2017 | Bis zum Mond und zurück Ich bin du                                        | Erstveröffentlichung: 27. Oktober 2017 Tom Lehel feat. Jürgen Drews                                                               |
| 2022 | Irgendwann, irgendwo, irgendwie #Schlager 2                               | Erstveröffentlichung: 5. August 2022 Stereoact feat. Jürgen Drews                                                                 |
| 2025 | 100 Jahre gute Laune Plus 1                                               | Erstveröffentlichung: 14. März 2025 Mickie Krause feat. Jürgen Drews                                                              |

| Jahr | Titel Album                                                                                              | Anmerkungen                                                                           |
| ---- | --- | ------------------------------------------------------------------------------------- |
| 1993 | Wer die Augen schließt (wird nie die Wahrheit seh’n) Lieder für die eine Welt                            | Erstveröffentlichung: 1993 als Teil von Mut zur Menschlichkeit                        |
| 1994 | Steig wieder auf Neue Hits aus der Hitparade im ZDF – Herbst/Winter ’94                                  | Erstveröffentlichung: Oktober 1994 als Teil von Alle für Alle                         |
| 1995 | Lass uns noch einmal Kinder sein Uwe Hübner präsentiert: Neue Hits aus der Hitparade im ZDF – Sommer ’95 | Erstveröffentlichung: 9. Juni 1995 als Teil von Stars für Wolke 7                     |
| 2007 | Geil Der deutsche Disco Fox                                                                              | Erstveröffentlichung: 25. September 2007 Die wilden Buben feat. Ramona + Jürgen Drews |
| 2015 | Wir sind der Megapark Mega Park – Wir machen Party! (XXL-Edition)                                        | Erstveröffentlichung: 26. Juni 2015 als Teil der Megapark Allstars                    |
| 2017 | Stadt Xaviers Wunschkonzert, Vol. 2                                                                      | Erstveröffentlichung: 9. Juni 2017 Original: Cassandra Steen feat. Adel Tawil         |

| Jahr | Titel Soundtrack                                  | Anmerkungen                |
| ---- | ------------------------------------------------- | -------------------------- |
| 1994 | Das kann doch nicht wahr sein Ein Bayer auf Rügen | Erstveröffentlichung: 1994 |

## Statistik

### Chartauswertung
|                     | DE     | AT    | CH    | US    |
| ------------------- | ------ | ----- | ----- | ----- |
| Nummer-eins-Alben   | DE—DE  | AT—AT | CH—CH | US—US |
| Top-10-Alben        | DE2DE  | AT1AT | CH—CH | US—US |
| Alben in den Charts | DE11DE | AT9AT | CH4CH | US—US |

|                       | DE     | AT    | CH    | US    |
| --------------------- | ------ | ----- | ----- | ----- |
| Nummer-eins-Singles   | DE1DE  | AT—AT | CH—CH | US—US |
| Top-10-Singles        | DE3DE  | AT1AT | CH1CH | US—US |
| Singles in den Charts | DE27DE | AT3AT | CH1CH | US1US |

### Auszeichnungen für Musikverkäufe
Anmerkung: Auszeichnungen in Ländern aus den Charttabellen bzw. Chartboxen sind in ebendiesen zu finden.
| Land/RegionAuszeichnungen für Musikverkäufe (Land/Region, Auszeichnungen, Verkäufe, Quellen) | Gold  | Platin  | Verkäufe | Quellen           |
| -------------------------------------------------------------------------------------------- | ----- | ------- | -------- | ----------------- |
| Deutschland (BVMI)                                                                           | Gold1 | Platin1 | 550.000  | musikindustrie.de |
| Insgesamt                                                                                    | Gold1 | Platin1 |          |                   |